# Старобирючево
Старобирючево (баш. Иҫке Бүрес) — деревня в Нуримановском районе Республики Башкортостан Российской Федерации. Входит в состав Старобедеевского сельсовета.

## География

### Географическое положение
Находится на правом берегу реки Уфы.
Расстояние до:
- районного центра (Красная Горка): 8 км,
- центра сельсовета (Старобедеево): 4 км,
- ближайшей ж/д станции (Иглино): 58 км.

## Население
| 2002 | 2009 | 2010 |
| ---- | ---- | ---- |
| 222  | ↘215 | ↘193 |

Национальный состав
Согласно переписи 2002 года, преобладающая национальность — башкиры (81 %)'.